# Arabische Rennratte
Die auf der südöstlichen Arabischen Halbinsel verbreitete Arabische Rennratte (Meriones arimalius) zählt zur Gattung der Rennratten. Die Population galt zeitweilig als Synonym der Libyschen Rennratte (Meriones libycus). Beide und 11 weitere Arten bilden die Untergattung Pallasiomys.

## Merkmale
Das Typusexemplar dieser Rennratte war ohne Schwanz 132 mm lang, die Schwanzlänge betrug 163 mm, die Hinterfüße waren 37 mm lang und die Länge der Ohren wurden mit 18 mm gemessen. Gewichtsangaben fehlen. Mit einer sandfarbenen bis cremefarbenen Oberseite und einer weißlichen Unterseite ist die Art eine der hellsten Rennratten. Typisch ist kurzes Fell mit dünnen Haaren. Der elfenbeinfarbene Schwanz trägt am Ende eine weiße Quaste. Das Paukenteil des Schläfenbeins ist wie bei der Libyschen Rennratte stark ausgeweitet.

## Verbreitung und Lebensweise
Die Arabische Rennratte bewohnt den Südosten Saudi-Arabiens und erreicht angrenzende Bereiche Omans. Sie hält sich in der Sandwüste Rub al-Chali auf. Die Landschaft besteht aus Sanddünen mit vereinzelten Sträuchern der Art Sarcocornia fruticosa.
Trotz starker Hitze können die Tiere tags und nachts aktiv sein. Sie ruhen in unterirdischen Bauen und suchen diese auch bei Gefahr auf. Diese Rennratte hat einen hellen Warnschrei.

## Gefährdung
Aufgrund des für Menschen unwirtlichen Verbreitungsgebiets der Art sind keine Bedrohungen zu erwarten. Die IUCN listet die Arabische Rennratte als nicht gefährdet (least concern).